# Thiago Alves (tennista)
Thiago Hernandez Alves (Florianópolis, 22 maggio 1982) è un allenatore di tennis ed ex tennista brasiliano.

## Carriera
Partecipa principalmente al Circuito ITF dove ha vinto diciassette titoli in singolare. Negli Slam fa il suo esordio nel 2006 quando supera le qualificazioni per gli US Open ed elimina al primo turno Mariano Zabaleta prima di arrendersi a Fernando Verdasco. Raggiungerà nuovamente il secondo turno durante gli US Open 2008, eliminato poi da Roger Federer, e durante Wimbledon 2009 quando è stato sconfitto da Gilles Simon.
In Coppa Davis ha giocato quattro match con la squadra brasiliana senza ottenere vittorie.

## Tornei vinti (0)

### Singolare (0)

#### Tornei minori (7)
| Legend                 |
| Grand Slam (0)         |
| Tennis Masters Cup (0) |
| ATP Masters Series (0) |
| ATP Tour (0)           |
| Challengers (7)        |

| No. | Data             | Torneo                  | Superficie  | Avversario in finale | Risultato       |
| 1.  | 15 agosto 2005   | Manta, Ecuador          | Cemento     | Lesley Joseph        | 6–4, 6–1        |
| 2.  | 10 ottobre 2005  | Quito, Ecuador          | Terra rossa | Marcos Daniel        | 1–6, 7–6(1) 6–2 |
| 3.  | 31 luglio 2006   | Belo Horizonte, Brasile | Cemento     | André Sá             | 6–3, 0–6, 6–4   |
| 4.  | 14 agosto 2006   | Manta, Ecuador          | Cemento     | Brian Dabul          | 6–2, 6–2        |
| 5.  | 31 dicembre 2007 | San Paolo, Brasile      | Cemento     | Carlos Berlocq       | 6–4, 3–6, 7–5   |
| 6.  | 8 gennaio 2012   | San Paolo, Brasile      | Cemento     | Gastão Elias         | 7–6(5), 7–6(1)  |
| 7.  | 18 marzo 2012    | Guadalajara, Messico    | Cemento     | Paolo Lorenzi        | 6–3, 7–6(4)     |